# 611 Place
611 Place è un grattacielo di Los Angeles, negli Stati Uniti.
Progettato dall'architetto William L. Pereira & Associates e completato nel 1967, l'edificio fu commissionato dalla Crocker Citizen's Bank, da cui fu utilizzato come sede, fino alla sua acquisizione da parte della AT&T. 
Dopo il completamento è diventato il più alto grattacielo di Los Angeles ed è stato il primo edificio a superare il municipio della città, il Los Angeles City Hall, in termini di altezza strutturale (altri edifici l'avevano superato grazie alle guglie, come il Richfield Tower).